# Amicia lobbiana
Amicia lobbiana är en ärtväxtart som beskrevs av George Bentham. Amicia lobbiana ingår i släktet Amicia och familjen ärtväxter. Inga underarter finns listade i Catalogue of Life.